# 北奔巴區
北奔巴區為坦尚尼亞26個區之一，面積574平方公里，位於奔巴島北部，南側接南奔巴區，首府為韋提，人口約186,000人(2002年)。